# Megaselia isis
Megaselia isis är en tvåvingeart som beskrevs av Borgmeier 1962. Megaselia isis ingår i släktet Megaselia och familjen puckelflugor. Inga underarter finns listade i Catalogue of Life.